# Moneta Stavební spořitelna

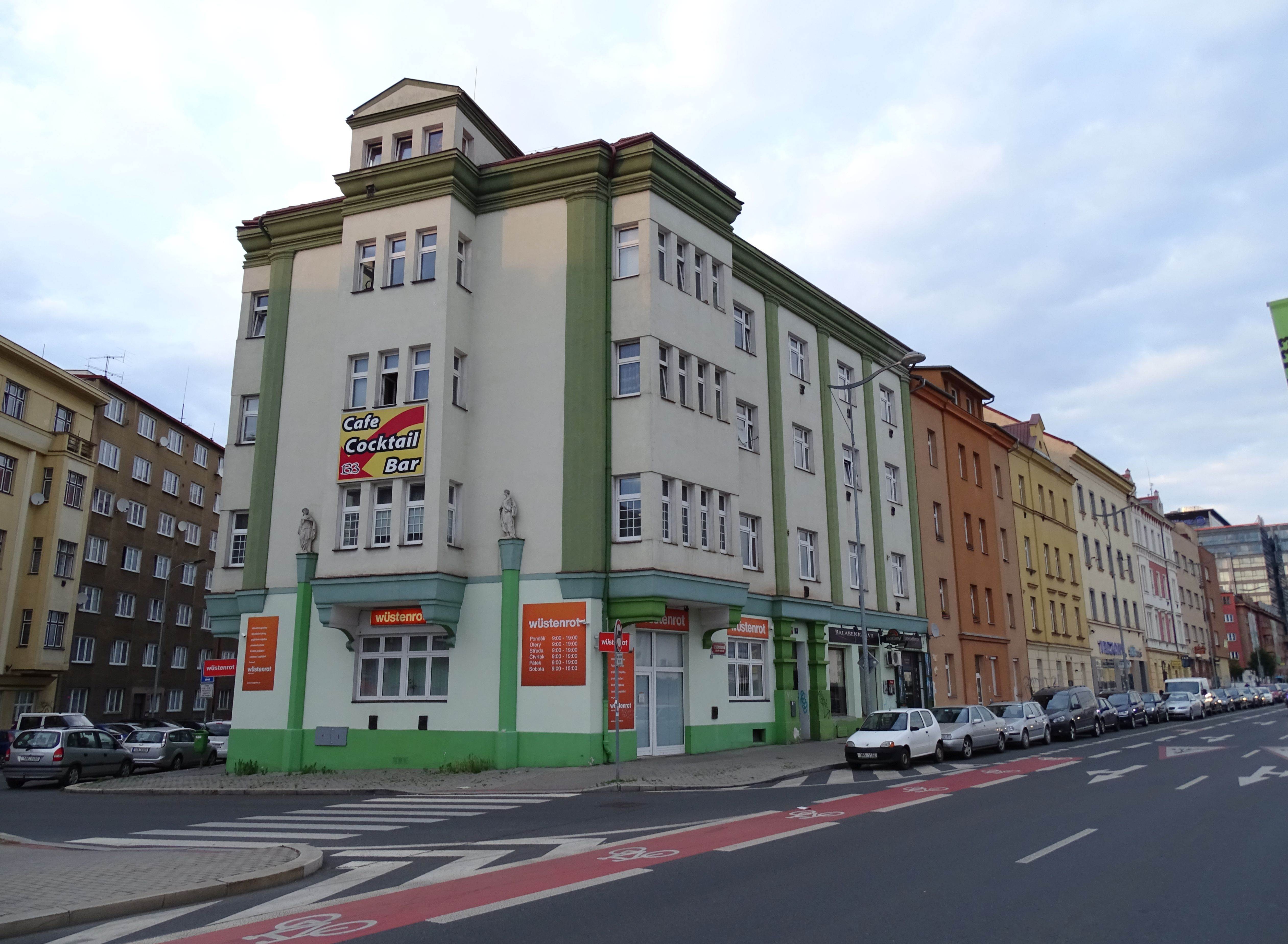
Pobočka Wüstenrot na Praze 9, ulice Českomoravská 1

MONETA Stavební spořitelna, a.s. zahájila svou činnost v roce 1993 pod názvem Wüstenrot – stavební spořitelna a.s. Za dobu své činnosti poskytla klientům úvěry na financování bydlení v celkové výši přes 75 miliard korun. V současné době u ní mají klienti uzavřeno na 375 tisíc smluv o stavebním spoření. Wüstenrot – stavební spořitelna a.s. se 1. dubna 2020 stala spolu s Wüstenrot hypoteční bankou, a.s., součástí finanční skupiny MONETA a změnila svůj název na MONETA Stavební spořitelna, a.s.

## Historie
Wüstenrot – stavební spořitelna byla do začátku roku 2020 součástí finanční skupiny Wüstenrot v České republice. Ta působila v ČR od roku 1993 jako součást mezinárodní skupiny Wüstenrot a se svou Stavební spořitelnou začala českým klientům nabízet ucelený soubor finančních služeb z oblasti rodinných financí. Následně byla v roce 1998 založena Wüstenrot, životní pojišťovna, a.s., v roce 2002 Wüstenrot hypoteční banka a.s. a konečně v roce 2008 Wüstenrot pojišťovna a.s. Další mezník v rozvoji bankovních služeb představovalo zavedení depozitních produktů a internetového bankovnictví na přelomu let 2010 a 2011. Dne 4. ledna 2016 se strategický partner Allianz pojišťovna, a.s. stal jediným akcionářem společností Wüstenrot pojišťovna a.s. a Wüstenrot, životní pojišťovna, a.s.

## Služby
- úvěry
- spoření
- pojištění

Spořitelna má pobočky po celé ČR a služby poskytuje i prostřednictvím sítě specializovaných poradců.